# میروکو چان
میروکو چان (見える子ちゃん, "دختری که می‌تواند آنها را ببیند") یک مجموعه مانگای ژاپنی اثر توموکی ایزومی است. انتشار این مانگا در نوامبر ۲۰۱۸ از وبگاه وب کامیک آپانتای کادوکاوا به صورت آنلاین آغاز شد و تا کنون در ۱۲ جلد تانکوبون منتشر شده است. یک مجموعه انیمهٔ تلویزیونی توسط استودیو پاسیون از روی این اثر اقتباس و از اکتبر تا دسامبر ۲۰۲۱ پخش شد.

## خلاصه داستان
میکو یوتسویا، دانش‌آموز دبیرستانی، می‌تواند ارواح و اشباح هولناکی را که دور و بر خودش و اطرافیانش پرسه می‌زنند، ببینند. با وجود این، میکو تمام تلاشش را می‌کند تا آنها را نادیده بگیرد و یک زندگی عادی دبیرستانی داشته باشد.

## رسانه

### فیلم
یک فیلم لایو اکشن اقتباسی به کارگردانی یوشیهیرو ناکامورا قرار است در تابستان ۲۰۲۵ اکران شود.

## بازخورد
میروکو چان در سال ۲۰۱۹، نامزد پنجمین دورهٔ جوایز نکست مانگا در بخش دیجیتال شد و از بین ۵۰ نامزد جایزه، در جایگاه دهم قرار گرفت. این مانگا تا اکتبر ۲۰۲۲، بیش از دو میلیون نسخه در تیراژ داشت.